# Euryeidon
Euryeidon là một chi nhện trong họ Zodariidae.

## Các loài
Các loài trong chi này gồm:
- Euryeidon anthonyi Dankittipakul & Jocqué, 2004
- Euryeidon consideratum Dankittipakul & Jocqué, 2004
- Euryeidon monticola Dankittipakul & Jocqué, 2004 *
- Euryeidon musicum Dankittipakul & Jocqué, 2004
- Euryeidon schwendingeri Dankittipakul & Jocqué, 2004
- Euryeidon sonthichaiae Dankittipakul & Jocqué, 2004